# Rebecka Blomqvist
Rebecka Blomqvist (ur. 24 lipca 1997 w Uddevalli) – szwedzka piłkarka, występująca na pozycji pomocniczki w niemieckim klubie VfL Wolfsburg oraz w reprezentacji Szwecji. Uczestniczka Mistrzostw Świata 2023 oraz Mistrzostw Europy 2022.

## Statystyki

### Klubowe
Na podstawie:
| Klub          | Sezonów | Liga              | Liga  | Liga   | Puchar krajowy | Puchar krajowy | Kontynentalne | Kontynentalne | Suma  | Suma   |
| Klub          | Sezonów | Liga              | Mecze | Bramki | Mecze          | Bramki         | Mecze         | Bramki        | Mecze | Bramki |
| ------------- | ------- | ----------------- | ----- | ------ | -------------- | -------------- | ------------- | ------------- | ----- | ------ |
| BK Häcken     | 6       | Damallsvenskan    | 124   | 46     | 9              | 6              | 2             | 1             | 55    | 2      |
| VfL Wolfsburg | 3       | Frauen-Bundesliga | 39    | 13     | 10             | 4              | 13            | 0             | 39    | 6      |
|               | Łącznie | Łącznie           | 163   | 59     | 19             | 10             | 15            | 1             | 197   | 70     |

### Reprezentacyjne
Na podstawie:
| Mecze i gole w reprezentacji podczas Mistrzostw Świata 2023 | Mecze i gole w reprezentacji podczas Mistrzostw Świata 2023 | Mecze i gole w reprezentacji podczas Mistrzostw Świata 2023 | Mecze i gole w reprezentacji podczas Mistrzostw Świata 2023 | Mecze i gole w reprezentacji podczas Mistrzostw Świata 2023 | Mecze i gole w reprezentacji podczas Mistrzostw Świata 2023 | Mecze i gole w reprezentacji podczas Mistrzostw Świata 2023 | Mecze i gole w reprezentacji podczas Mistrzostw Świata 2023 |
| Lp.                                                         | Data                                                        | Miasto                                                      | Przeciwnik                                                  | Wynik                                                       | Gole                                                        | Inne                                                        | Faza rozgrywek                                              |
| ----------------------------------------------------------- | ----------------------------------------------------------- | ----------------------------------------------------------- | ----------------------------------------------------------- | ----------------------------------------------------------- | ----------------------------------------------------------- | ----------------------------------------------------------- | ----------------------------------------------------------- |
| 1.                                                          | 23.07.2023                                                  | Wellington                                                  | Południowa Afryka                                           | 2:1 (0:0)                                                   |                                                             |                                                             | Faza grupowa                                                |
| 2.                                                          | 29.07.2023                                                  | Wellington                                                  | Włochy                                                      | 5:0 (3:0)                                                   |                                                             |                                                             | Faza grupowa                                                |
| 3.                                                          | 02.08.2023                                                  | Hamilton                                                    | Argentyna                                                   | 2:0 (0:0)                                                   |                                                             |                                                             | Faza grupowa                                                |
| 4.                                                          | 06.08.2023                                                  | Melbourne                                                   | Stany Zjednoczone                                           | 0:0 (k.5:4)                                                 |                                                             |                                                             | 1/8 finału                                                  |
| 5.                                                          | 15.08.2023                                                  | Auckland                                                    | Hiszpania                                                   | 1:2 (0:0)                                                   | 88'                                                         |                                                             | Półfinał                                                    |
| 6.                                                          | 20.08.2023                                                  | Brisbane                                                    | Australia                                                   | 2:0 (1:0)                                                   |                                                             |                                                             | Mecz o 3. miejsce                                           |

## Sukcesy
Na podstawie:

### Klubowe
- Mistrzyni Niemiec 2021/22
- Mistrzyni Szwecji 2020
- Puchar Niemiec 2020/21, 2021/22, 2022/23, 2023/24
- Puchar Szwecji 2018/19

### Reprezentacyjne
- III miejsce na Mistrzostwach Świata 2023
- Wicemistrzostwo olimpijskie: 2020
- Mistrzyni Europy U-19 2015